# Claude-Antoine Guyot-Desherbiers
Claude-Antoine Guyot des Herbiers (20 mai 1745, Joinville - 5 mars 1828, Le Mans), est un avocat, homme de lettres et homme politique français.

## Biographie
Claude-Antoine Guyot-Desherbiers est le fils de de Prudent Nicolas Guyot des Herbiers, écuyer, conseiller et procureur du roi de la ville de Joinville et contrôleur ordinaire de ses guerres, et de Catherine Guérin de la Rochepailler.
Avocat au parlement de Paris, il vient plaider à Paris et y eut quelques succès. Il fait, contre le chancelier Maupeou, une pièce de vers, les Chancelières, qui ne put circuler que sous le manteau. Nommé juge au tribunal civil de Paris en 1790, il devient chef de division au ministère de la Justice sous Merlin de Douai. Le 24 germinal an VI, il est élu député de la Seine au Conseil des Cinq-Cents, y prend place à droite et devient secrétaire du Conseil.
Après le coup d'État du 18 brumaire, il est choisi par le Sénat conservateur, le 4 nivôse an VIII, comme député de la Seine au nouveau Corps législatif. 
Il se retire au Mans après la législature et se livre alors à la culture des lettres. Il est le beau-père de Victor-Donatien de Musset-Pathay et le grand-père d'Alfred de Musset et de Paul de Musset.

## Publications
- Les Chancelières
- Les Heures et les Chats, poésies
- Robespierre aux frères et amis et Camille Jordan aux fidèles enfants de l'Église et de la Monarchie (1799)
- Lettres de Ninon de Lenclos au marquis de Sévigné (1800, 1806)
- Mémoires du contre de Bonneval (1806)
- Mémoire sur l'assassinat de Boquillon

## Sources
- « Claude-Antoine Guyot-Desherbiers », dans Adolphe Robert et Gaston Cougny, Dictionnaire des parlementaires français, Edgar Bourloton, 1889-1891 [détail de l’édition]